# Timothy Michael Dolan
Timothy Michael Dolan (Saint Louis, Estats Units, 6 de febrer de 1950) és un cardenal i arquebisbe catòlic estatunidenc.

## Vida
Va obtenir el títol de Grau en filosofia al Seminari Kenrick-Glennon de Shrewsbury (Missouri), passant a cursar els seus estudis de postgrau a Roma, en el Pontifical North American College primer i a la Universitat Pontifícia de Sant Tomàs d'Aquino després, on va obtenir el màster (anomenat licentia a les universitats eclesiàstiques) en Teologia Sagrada en 1976.
El 19 de juny 1976 va ser ordenat sacerdot del clergat de Sant Lluís (Missouri) pel llavors bisbe auxiliar d'Indianapolis, Edward Thomas O'Meara. Va treballar com a pastor assistent en diverses parròquies de la seva diòcesi, col·laborant amb el nunci apostòlic als Estats Units i amb el rector del Pontifical North American College.
El 1979 va començar el seu doctorat a la Universitat Catòlica d'Amèrica.
En acabar el seu doctorat, va tornar a Missouri el 1983, per realitzar el seu treball pastoral. El 1992 va ser nomenat vice-rector de la seva alma mater, el Seminari Kenrick-Glennon. També va ser professor de teologia a la Universitat de Sant Lluís. Entre 1994 i 2001 va ser rector del Pontifical North American College a Roma. El 1994 el Papa Joan Pau II li va atorgar el títol de monsenyor. El 19 de juny de 2001 va ser nomenat bisbe auxiliar de Saint Louis i bisbe titular de Natchez. Va rebre l'ordenació episcopal el 15 d'agost de 2001 de les mans del cardenal Justin Francis Rigali (arquebisbe de Saint Louis) i els consagrants Fred Joseph Naumann i Michael John Sheridan (bisbes auxiliars de la mateixa arxidiòcesi).
El 25 de juny de 2002 va ser nomenat arquebisbe de Milwaukee. Entre el 28 de setembre de 2007 i el 9 de juliol de 2008 va ser també administrador apostòlic de Green Bay.
El 23 de febrer de 2009 el papa Benet XVI el va nomenar arquebisbe de Nova York, substituint al cardenal Edward Michael Egan, qui va renunciar per raons d'edat.
En 2010 va ser triat pels bisbes president de la Conferència Episcopal dels Estats Units.
El 6 de gener de 2012 el papa Benet XVI va anunciar que seria nomenat cardenal al consistori del 18 de febrer de 2012 amb el títol de Cardenal prevere de Nostra Signora di Guadalupe a Monte Mario.
El prelat és autor de diversos textos: "To Whom Shall We Go?" (2008), "Called to Be Holy" (2005), "Priests for the Third Millennium" (2000) i "Some Seed Fell on Good Ground: The Life of Edwin V. O'Hara" (1992).

## Honors
- Gran Prior per l'Est dels Estats Units de l'orde del Sant Sepulcre de Jerusalem